# Thymelaea tartonraira
Thymelaea tartonraira är en tibastväxtart. Thymelaea tartonraira ingår i släktet sparvörter, och familjen tibastväxter.

## Underarter
Arten delas in i följande underarter:
- T. t. argentea
- T. t. austroiberica
- T. t. tartonraira
- T. t. thomasii
- T. t. transiens
- T. t. valentina
- T. t. linearifolia

## Bildgalleri

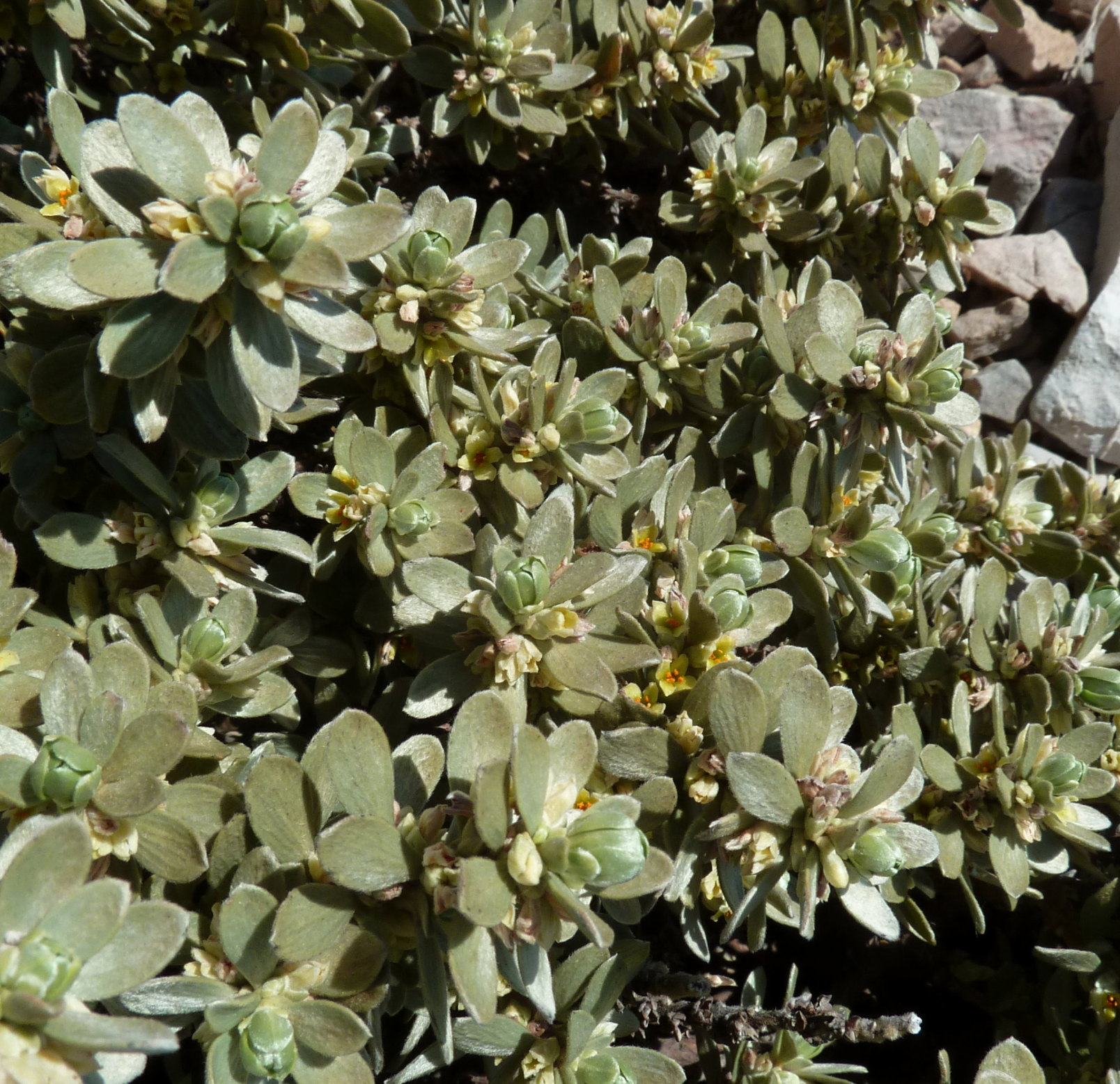
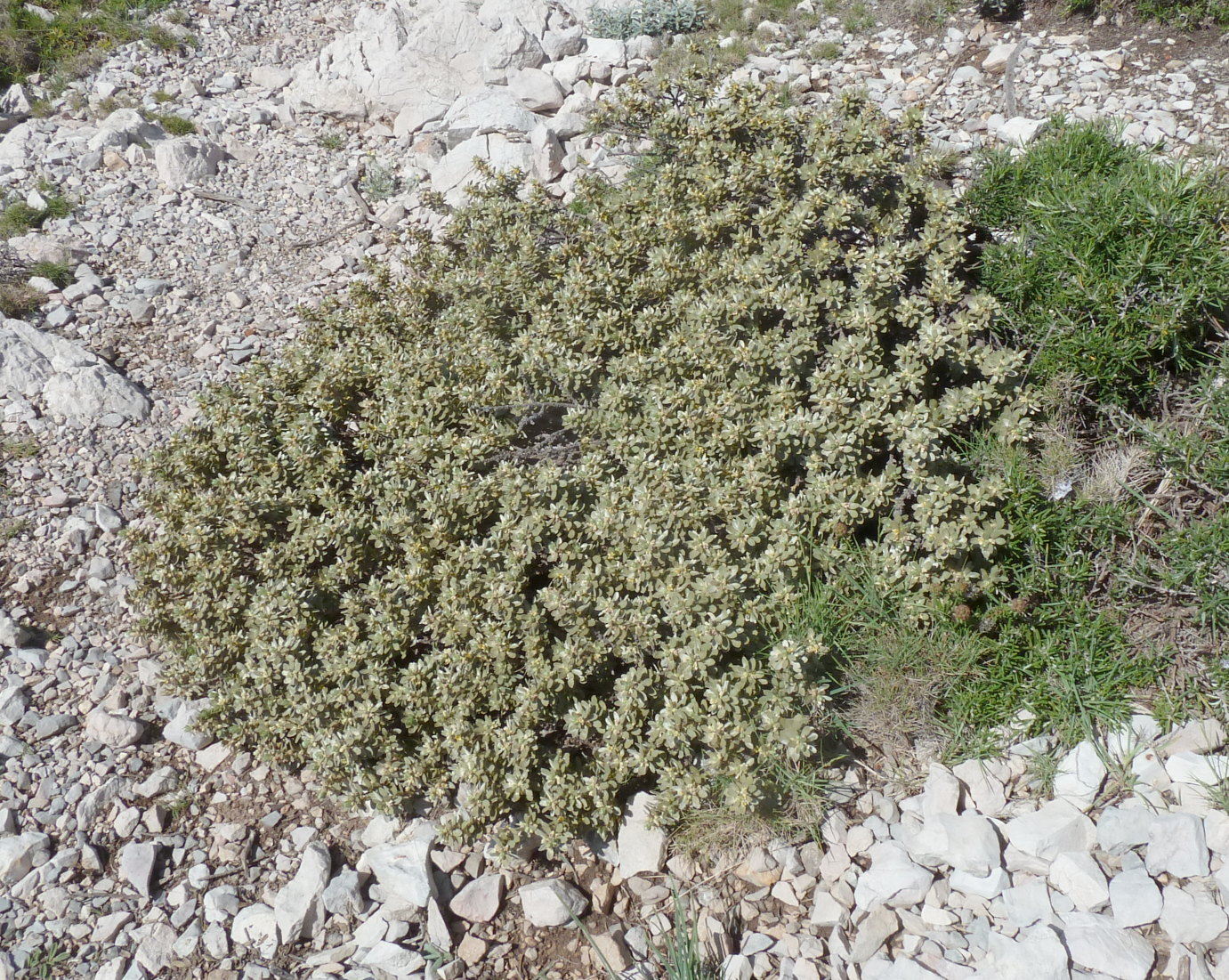